# ルイ・アイエ
ルイ・アイエ（Louis Hayet、1864年8月29日 - 1940年12月27日）は、フランスの画家である。点描の技法でも描いた新印象派の画家の一人ともされる。

## 略歴
ヴァル＝ドワーズ県のポントワーズで生まれた。父親は商人であったが、父親の商売は失敗し、貧しい暮らしを強いられた。絵の才能を示したが、教育を受けることなく独学で絵を学んだ。14歳の時に、フランスの水彩画家、アルマン・カサーニュ(Armand Cassagne)の著書「水彩の作品(Traité d'aquarelle)」を読んで学び、後に、フランス化学者、ミシェル＝ウジェーヌ・シュヴルールの色彩に関する研究を書籍から学んだ。1878年にパリに出て、装飾画家の弟子になり、パリの国立高等装飾美術学校のいくつかの授業にも参加した。
1882年にポントワーズで、画家のカミーユ・ピサロと息子のリュシアン・ピサロと知り合い、彼らの紹介で、1885年にポール・シニャックと会い、1886年にジョルジュ・スーラと会った。1886年のはじめにスーラのスタジオを訪れ、スーラの代表作『グランド・ジャット島の日曜日の午後』を見て、深く印象づけられると、点描のスタイルに転じた。スーラやリュシアン・ピサロが参加した1886年の第8回印象派展に出展を求められたが参加しなかった。1889年のアンデパンダン展に出展して、美術評論家のフェリックス・フェネオンに高く評価された。1890年にはブリュッセルで開かれた「20人展」にも招待された。1891年にスーラが亡くなった後は、保守的なスタイルに戻り、ポール・シニャックらのグループから離れることになった。1894年から1897年まで多くの展覧会に出展した。
1900年から1901年にかけてアルプスや、プロヴァンス、オーヴェルニュ、コートダジュールを旅した。1902年から1904年の間に6回の個展を開いたが、個展は失敗し、画家としての評価は低下した。リュニェ＝ポー(Lugné-Poe)の舞台美術の仕事などもした。
長く忘れられた存在になっていたが、医師で収集家のジャン・シュテール(Jean Sutter)によって研究が行われ.、シュテールの没後、そのコレクションが市場にでたことによって再評価された。

## 作品

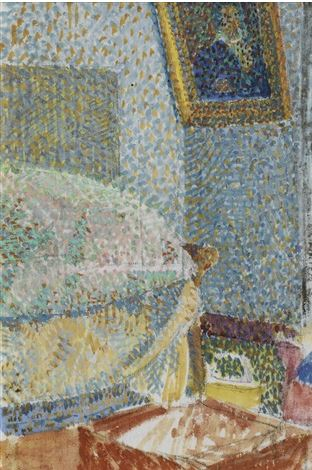
室内 (1888)
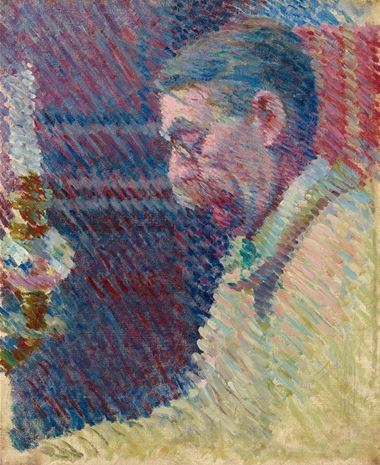
Portrait of Émile Verhaeren (c.1895)
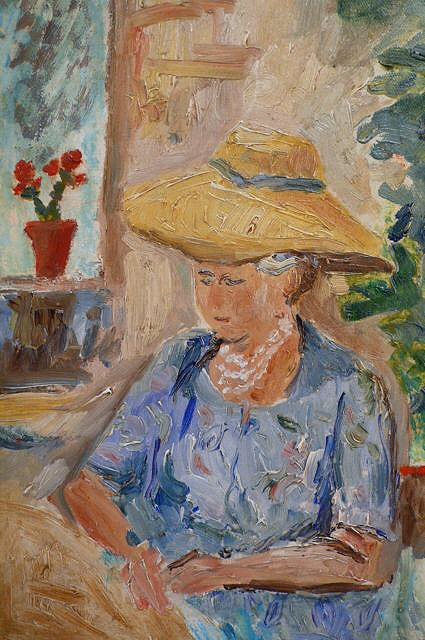
ポントワーズの庭の帽子の女
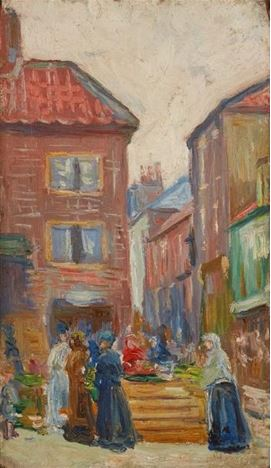
ポントワーズの市の日

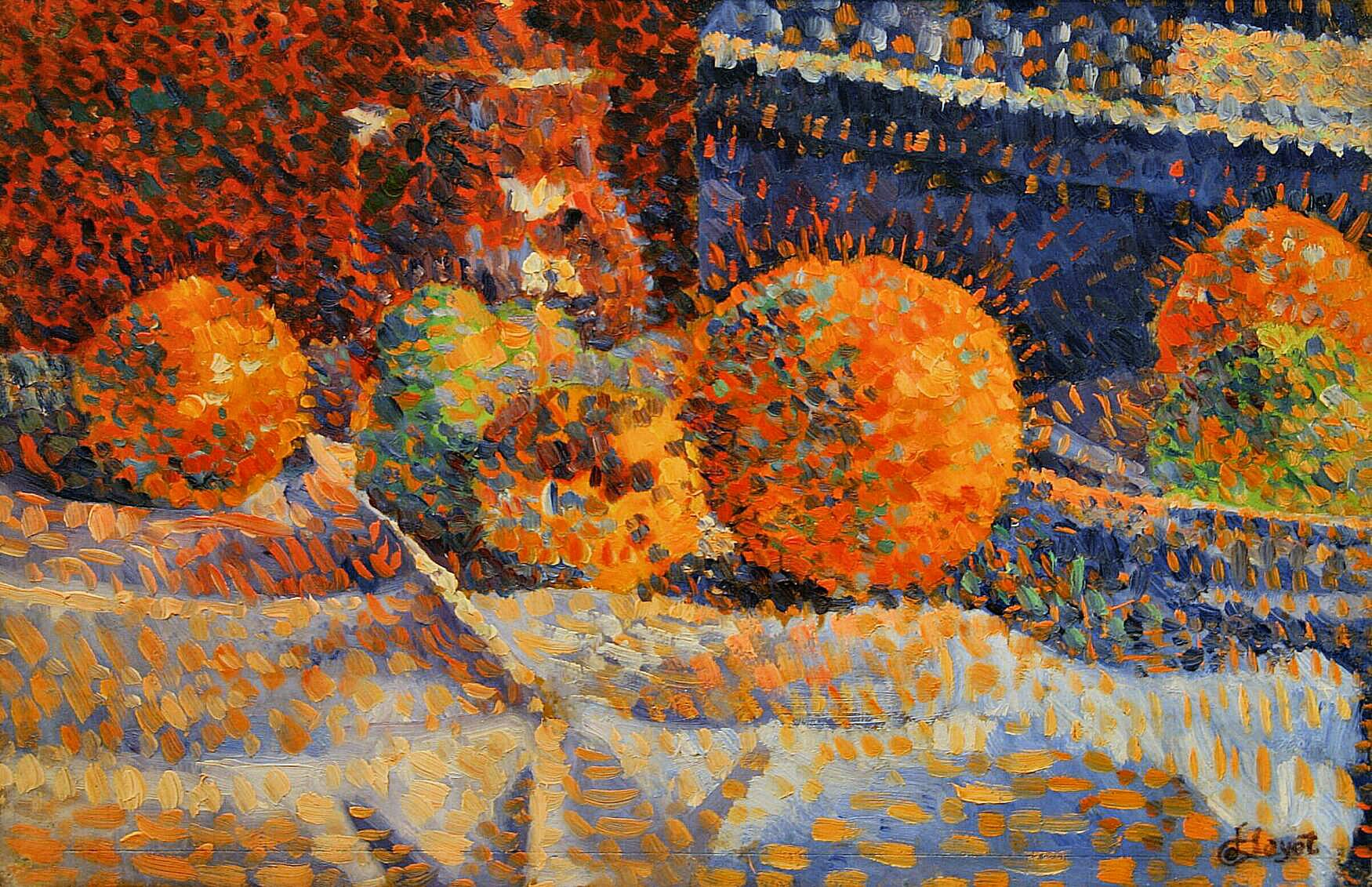
オレンジのある静物 (1888/1889)
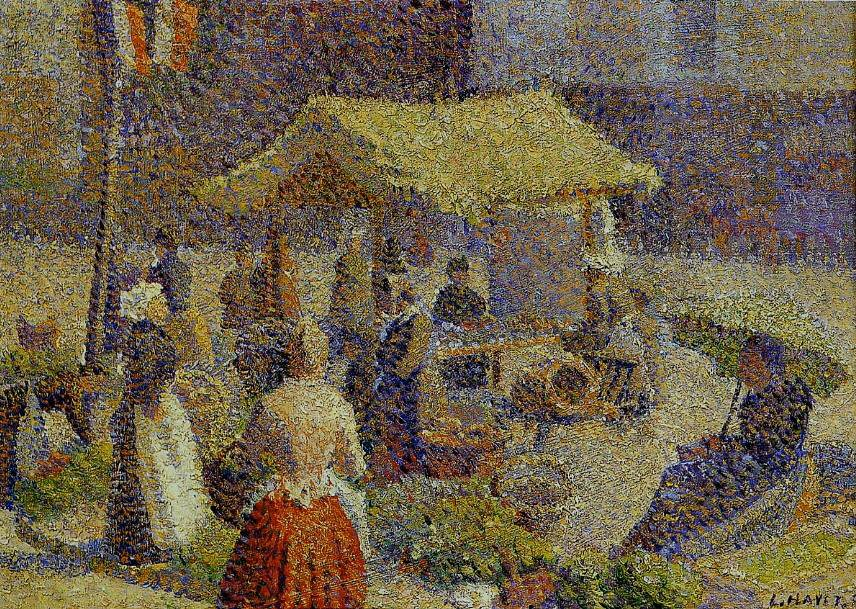
市場 (1880)
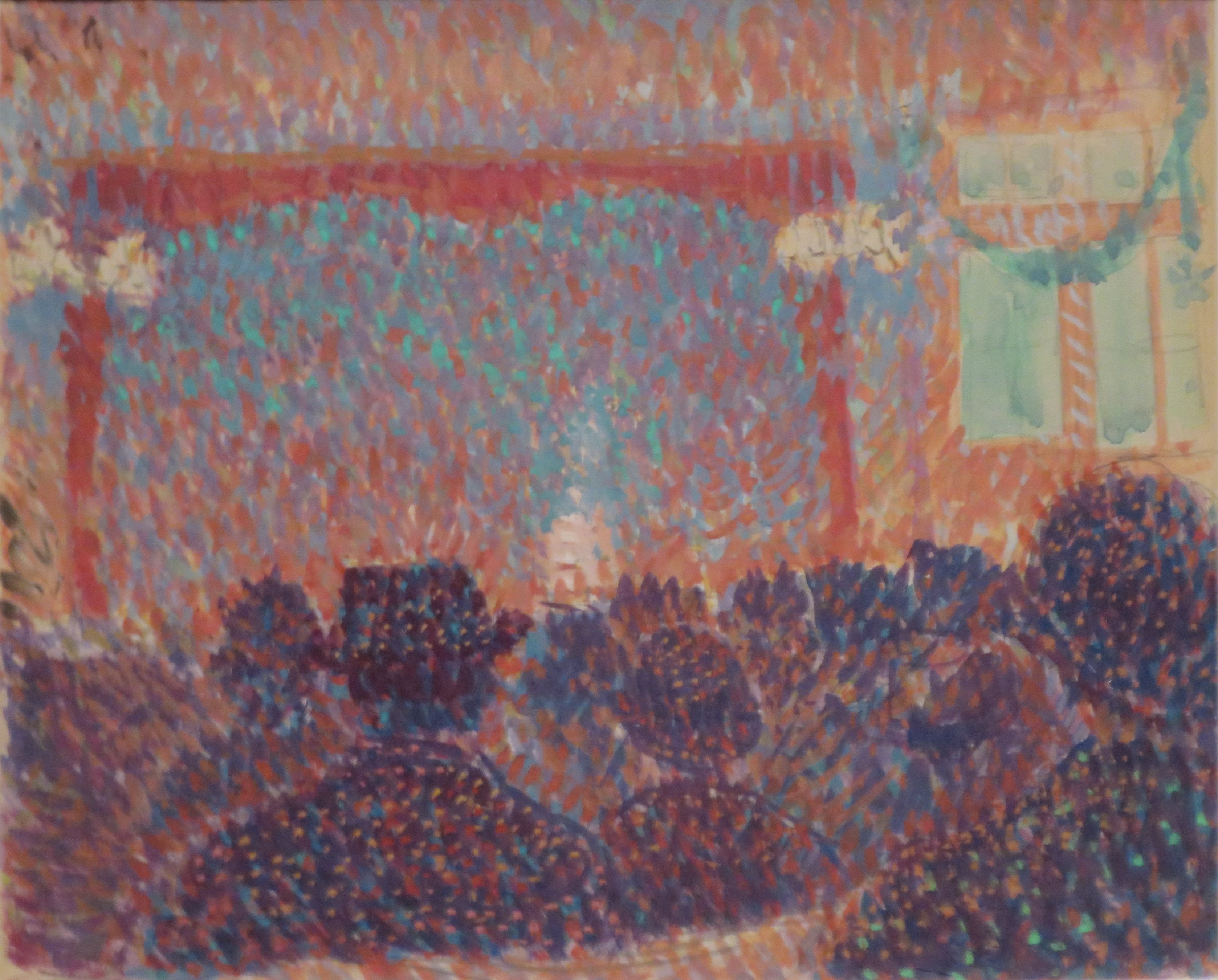
カフェ・コンセールで (1888)